# Боярка (Казахстан)
Бо́ярка (каз. Боярка) — село у складі Буландинського району Акмолинської області Казахстану. Входить до складу Алтиндинського сільського округу.
Населення — 144 особи (2021; 230 у 2009, 353 у 1999, 451 у 1989).
Національний склад станом на 1989 рік:
- росіяни — 57 %;
- німці — 23 %.